# Giambattista Basile
Pour les articles homonymes, voir Basile.
Œuvres principales
- Pentamerone (1634-1636)

Giambattista Basile (Giugliano in Campania, 15 février 1566 (date de baptême) – Giugliano in Campania, 23 février 1632) est un poète, courtisan et écrivain italien.
Il est surtout connu pour son recueil Le Conte des contes (Lo Cunto de li cunti overo Lo trattenemiento de peccerille), plus communément désigné sous le titre de Pentamerone.

## Biographie
Né à Naples dans une famille de la classe moyenne, Giambattista Basile a été courtisan et soldat auprès de plusieurs princes de la péninsule italique, dont le Doge de Venise.
Giambattista Basile a commencé à écrire des poèmes à Venise puis est ensuite retourné à Naples pour servir comme courtisan sous la protection de Don Marino II Caracciolo, prince d'Avellino à qui il a dédié son idylle L'Aretusa (1618). À sa mort, il était devenu comte de Torrone.
Basile est surtout renommé pour avoir écrit un recueil de contes napolitains intitulé Lo cunto de li cunti overo Lo trattenemiento de peccerille (ce qui en napolitain signifie « Le conte des contes ou Le divertissement des petits enfants »). Ces contes ont été publiés en deux volumes après sa mort par sa sœur Adriana en 1634 et 1636 sous le pseudonyme de Gian Alesio Abbatutis.
Giambattista Basile a passé beaucoup de temps dans les cours nobiliaires du royaume de Naples. Les contes du Pentamerone se déroulent dans les bois et les châteaux de la Basilicate, en particulier près de la ville d'Acerenza.

## Présentation du Conte des contes
Le Pentamerone de Basile est construit sur le modèle du récit-cadre enchâssant des récits secondaires structurellement rattachés à l'intrigue principale. Ici, les contes sont au nombre de cinquante, répartis en cinq journées s'achevant par une églogue.
Giambattista Basile a recueilli et adapté des contes issus de la tradition orale du royaume de Naples, ce qui n'exclut pas des sources écrites (Le Piacevoli Notti de Straparola) et l'apport d'un style tantôt trivial, tantôt sophistiqué et précieux qui fait sa marque de fabrique. En effet, même si l'ancrage oral du recueil est discuté[réf. nécessaire], à ce jour, les arguments invoqués pour récuser l'inspiration orale de l'auteur ne sont pas suffisamment forts pour qu'on abandonne cette idée.
Lo Cunto de li cunti est connu sous le nom de Pentamerone, un titre utilisé pour la première fois dans l'édition Bulifon de 1674 en allusion au Décaméron de Boccace, qui représente la matrice du genre et qui se déroule également en Journées regroupant dix histoires chacune. Cependant la construction de la compilation de Basile est sensiblement différente, avec un récit-cadre (ouverture) qui contient lui-même un conte merveilleux qui trouve son achèvement dans la conclusion ou cinquantième conte, un peu à la manière des Mille et une nuits.